# Stari Grad (Belgrado)
Stari Grad (Vecchia Città) è un comune della Serbia componente la città di Belgrado.

## Geografia fisica

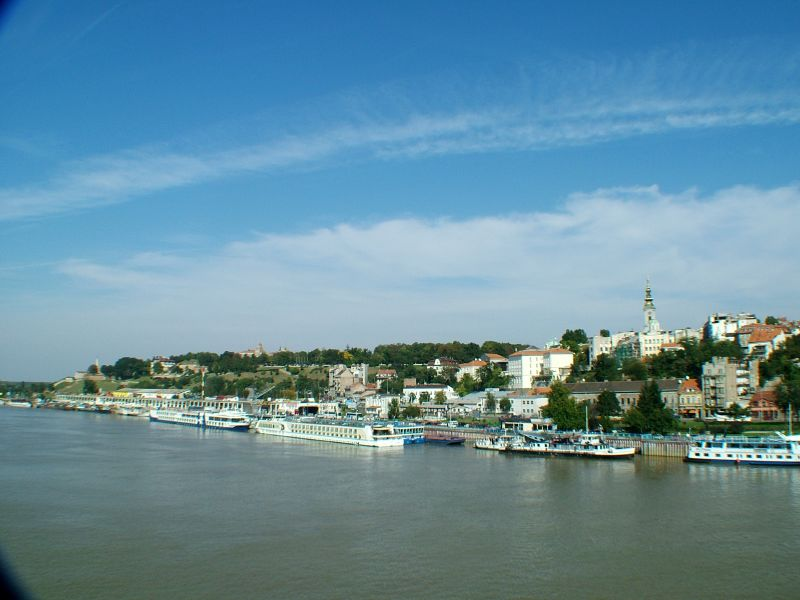
Stari Grad

Il comune di Stari Grad si estende su un'area di 7 km².
Confina ad est con il comune di Palilula, a sud-est con quello di Vračar e a sud con quello di Savski Venac.
Il fiume Sava costituisce ad ovest il confine con il comune di Novi Beograd, e il Danubio con quella di Zemun. Lungo il Danubio si aprono due baie artificiali: il porto Beograd e la Marina Dorćol.

## Storia

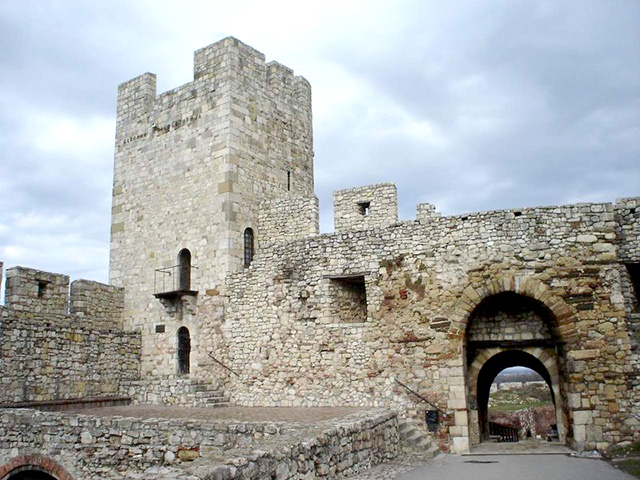
La fortezza di Belgrado.

Stari Grad è il fulcro dello sviluppo urbanistico di Belgrado. Già nel VI secolo a.C. la tribù celtica degli Scordisci fondò alla confluenza della Sava e del Danubio un insediamento fortificato che venne chiamato Singidun, romanizzato in Singidunum successivamente alla conquista romana avvenuta nel 75 a.C.
Singidunum fu invasa dagli Unni, dai Sarmati, dagli Ostrogoti e dagli Avari, prima che, nel 630, arrivassero gli Slavi che rinominarono Singidunum Belgrado. La città fu inglobata nell'Impero bizantino insieme a gran parte dei Balcani; fu per secoli al centro di contese territoriali tra Bizantini, Ungheresi e Bulgari.
Quando, dopo la Battaglia di Kosovo Polje, l'Impero ottomano conquistò la parte meridionale dei territori serbi, molti nuovi abitanti emigrarono da quelle zone e s'insediarono nei pressi delle antiche fortificazioni cittadine, ingrandendo man mano il centro urbano della città. Quando, nel 1521, i Turchi espugnarono la fortezza di Belgrado, la città divenne capoluogo della provincia ottomana di Serbia. Accanto ai preesistenti edifici, vennero costruite moschee in stile bizantino.
I governanti ottomani si stabilirono all'interno della fortezza, mentre la popolazione viveva nel territorio tra questa e la riva del fiume Sava. Conquistata l'indipendenza nel 1878, a Stari Grad iniziò un'importante opera di costruzione edilizia con una pianificazione urbanistica razionale, che previde, spesso, l'abbattimento delle antiche dimore. L'incremento della popolazione dei decenni successivi fece sviluppare Belgrado su un'area sempre più estesa di cui Stari Grad resta il punto di partenza.

## Cultura

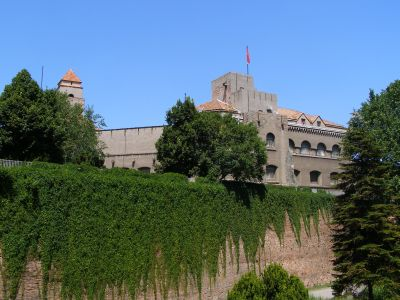
Fortezza di Belgrado

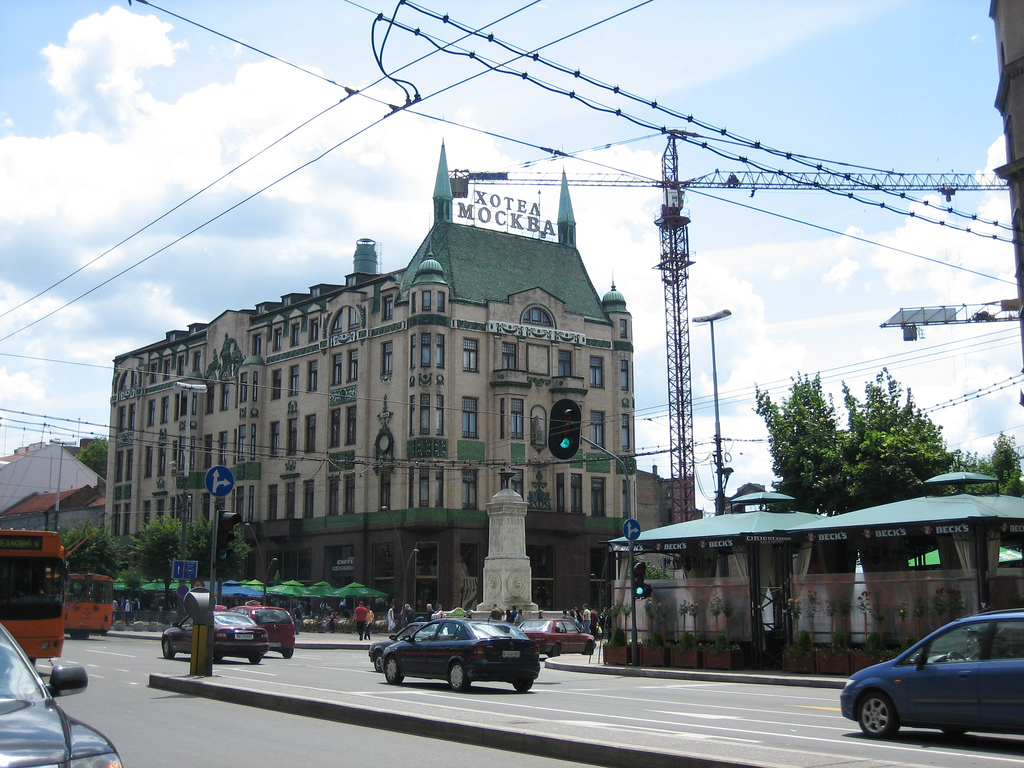
Terazije

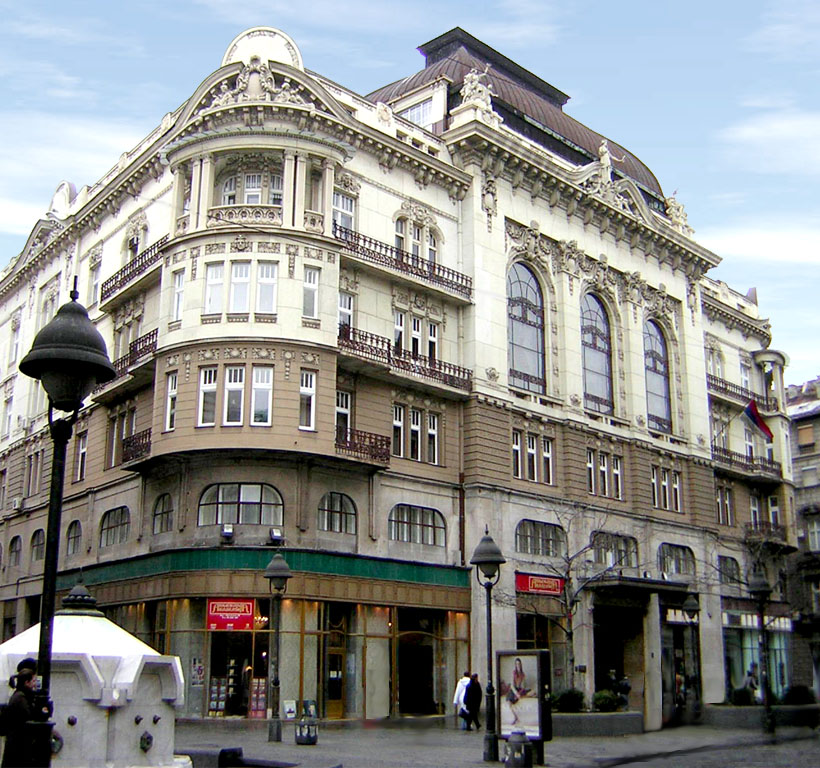
Ulica Knez Mihailova

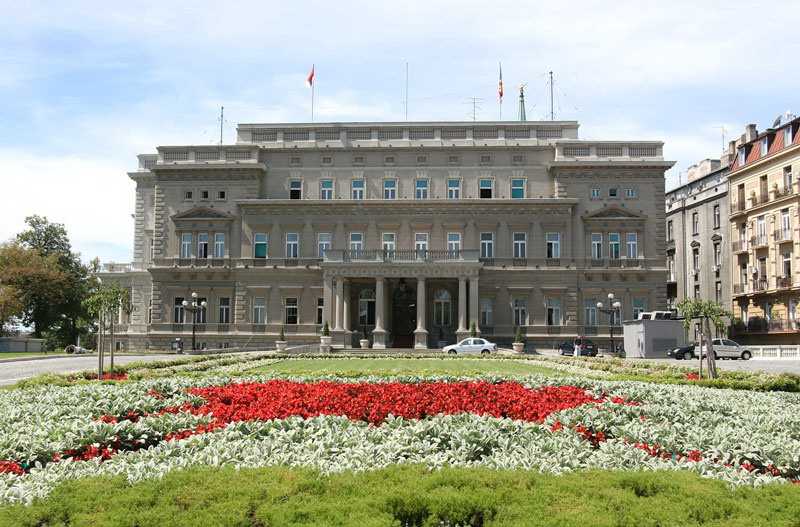
Palazzo Vecchio

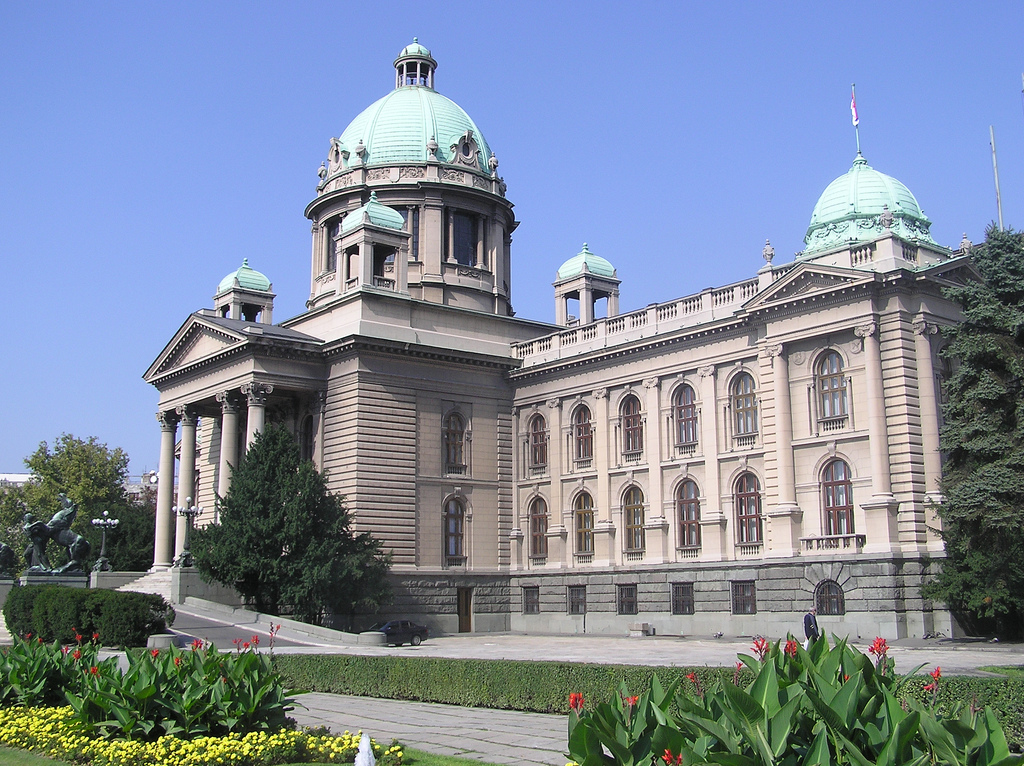
Parlamento serbo

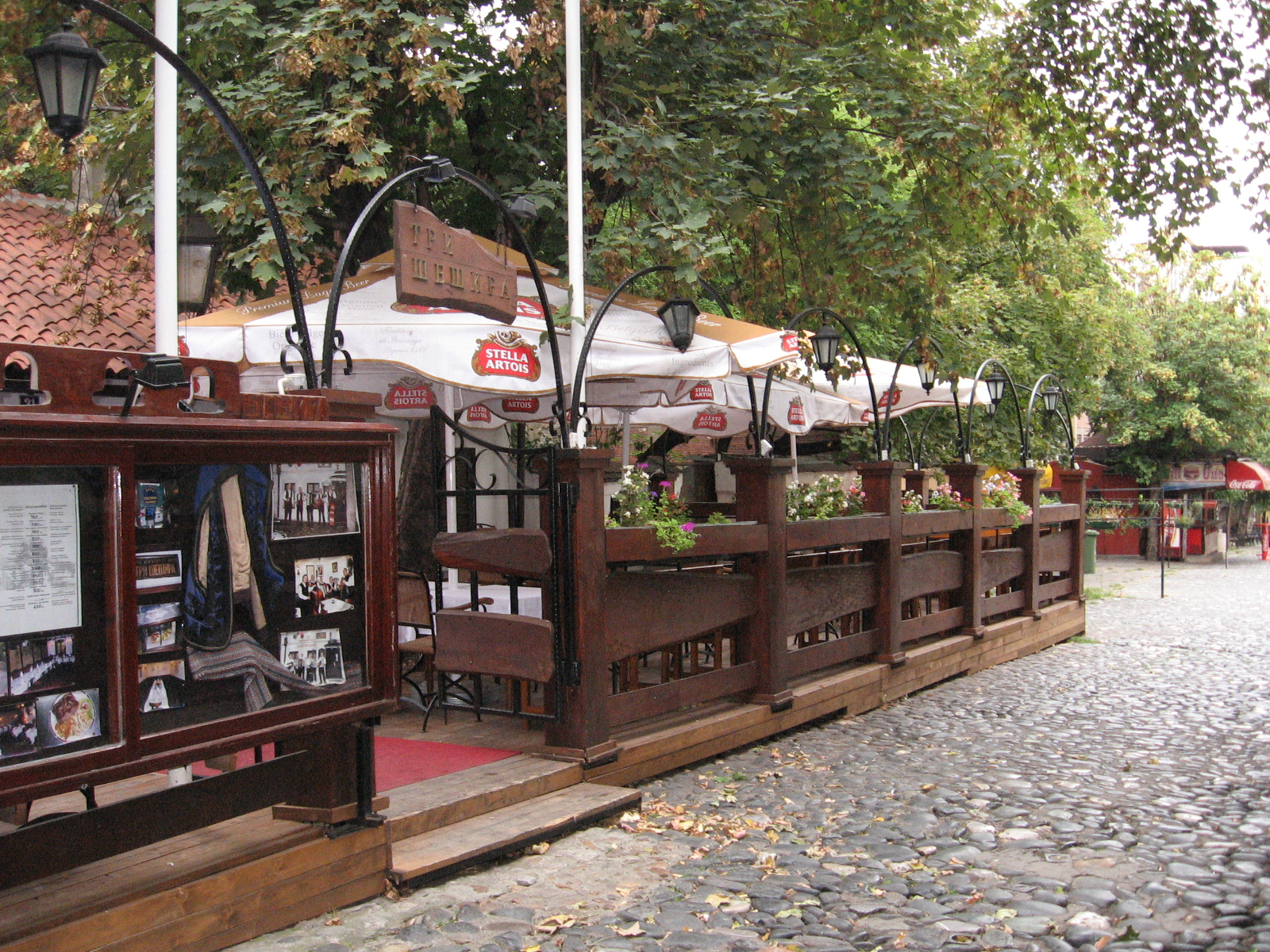
Skadarlija

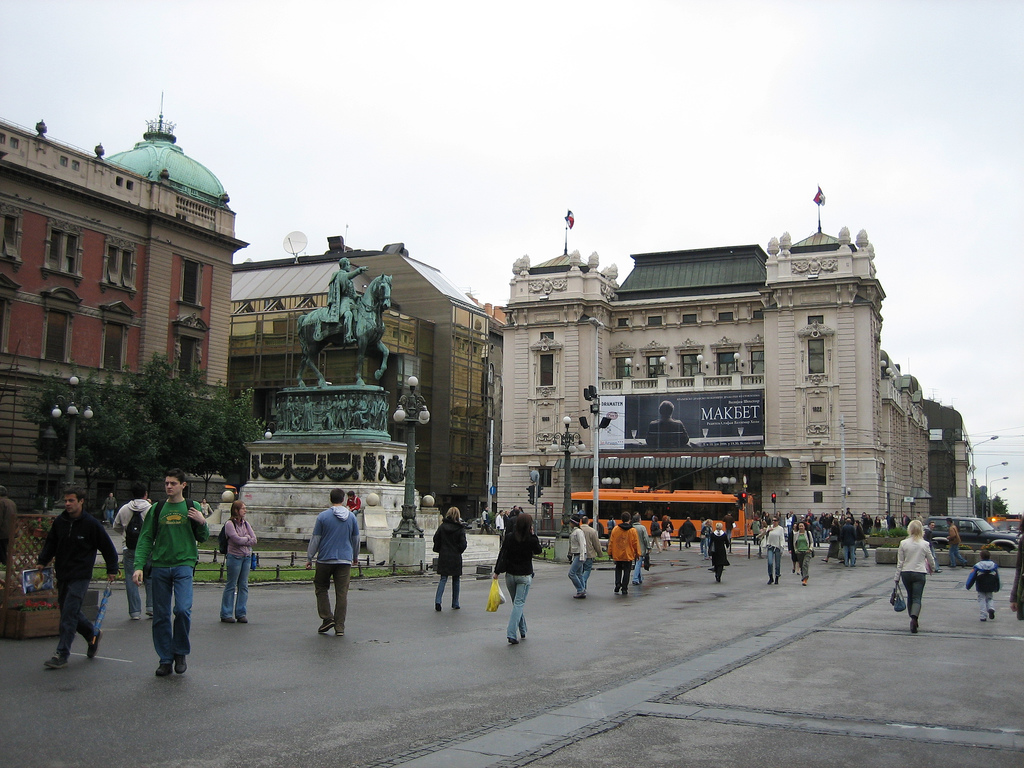
Piazza della Repubblica

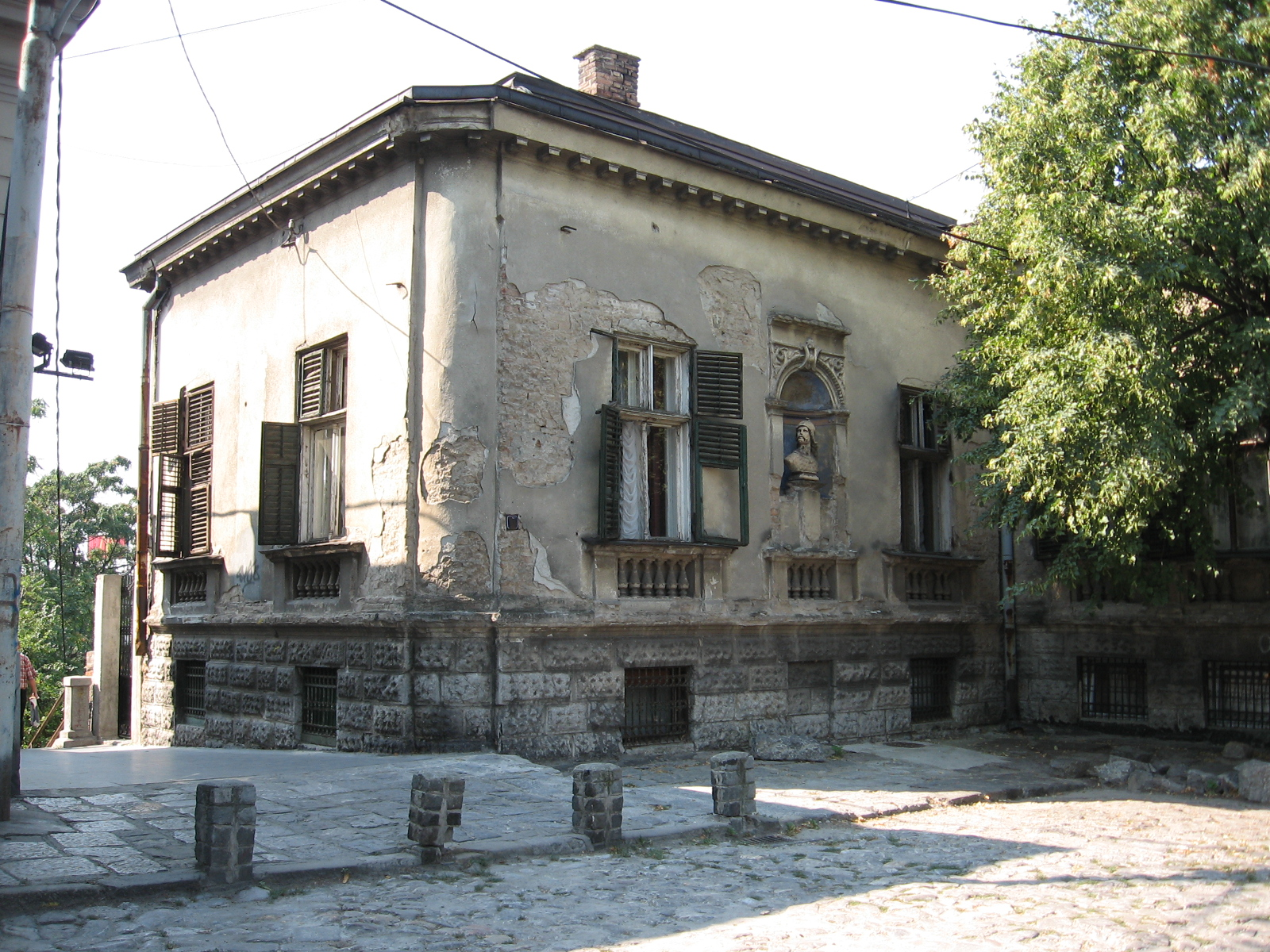
Kosančićev Venac

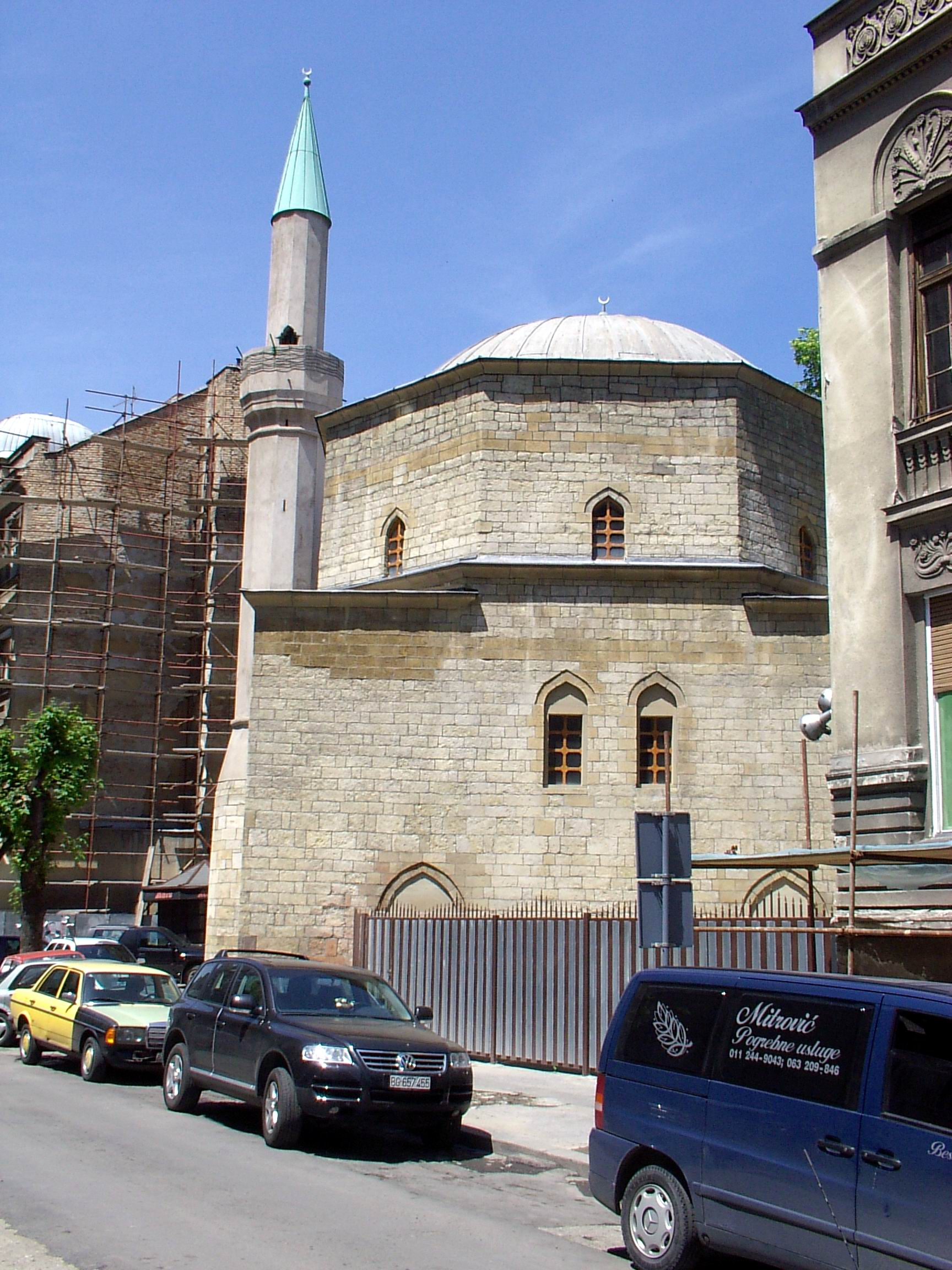
Moschea Bajrakli

Nel comune di Stari Grad sono concentrati i principali edifici storici di Belgrado e le vie e piazze più famose. Tra questi, hanno particolare importanza:
- Kalemegdan e Fortezza di Belgrado: il nucleo primitivo della città di Belgrado, costituito dall'antica rocca circondata dal parco creato nel 1891.
- Terazije: la piazza creata nel XIX secolo al posto di una torre dell'acqua turca, fulcro del quartiere omonimo che fino alla metà del XX secolo è stato il centro della vita sociale della città. Oggi ospita il rinomato Hotel Moskva.
- Ulica Knez Mihailova: unisce il parco Kalemegdan con il quartiere di Terazije. In epoca turca era parte di un giardino con fontane e moschee; nel 1867 ne fu disegnato il percorso e vi furono costruite le abitazioni delle principali famiglie di Belgrado. Oggi è zona pedonale ed una delle strade più frequentate del centro della città, sede di negozi, bar e ristoranti.
- Palazzo Vecchio (Stari Dvor): costruito tra il 1882 e il 1884 nello stile accademico del XIX secolo, è la sede del Municipio di Belgrado; si trova di fronte al Parco dei Pionieri, a fianco del Palazzo della Presidenza della Repubblica (Novi Dvor).
- Parlamento serbo: sorge di fronte al Parco dei Pionieri che lo separa dalla sede della Presidenza della Repubblica e dal Palazzo del Municipio. La sua costruzione iniziò nel 1907, e fu disegnato secondo il gusto accademico.
- Skadarlija: è una delle parti ancora conservate dell'antica Belgrado. La compongono Skadarska ulica, una strada acciottolata e alcuni vicoli laterali. Risalente alla metà del XIX secolo, da quartiere abitato prevalentemente da zingari di origine albanese, divenne sede di numerose taverne che dai primi anni del XX secolo divennero ritrovi per artisti ed intellettuali. Attualmente è famosa per i suoi ristoranti in cui è possibile ascoltare musica tradizionale serba, e per il suo carattere bohémien.
- Kosančićev Venac: è la parte più antica di Belgrado al di fuori della cerchia muraria, e il fulcro dell'insediamento serbo al tempo della dominazione ottomana. Nel 1837 vi fu costruita la Cattedrale di San Michele su ordine del principe Miloš Obrenović, e nel 1935 la sede del Patriarcato ortodosso di Serbia. Vi aveva sede la Biblioteca Nazionale che fu distrutta da un bombardamento nazista nel 1941, ancora visibile nelle fondamenta. Attualmente si presenta come una zona di altri tempi, con stradine acciottolate su cui si affacciano antiche palazzine decadenti.
- Piazza della Repubblica (Trg Republike): aperta nel 1866 nel sito dove sorgeva in epoca turca la Porta di Costantinopoli (Stanbol Kapija). Nel 1869 vi fu costruito il Teatro Nazionale e nel 1882 fu eretta la statua del principe Mihailo III. Alle spalle della statua, sorgeva un basso edificio che ospitava il rinomato ristorante "Dardaneli" frequentato dagli artisti del tempo. Nel 1903, fu abbattuto per la costruzione di quello che oggi è il Museo Nazionale. Attualmente è il punto d'incontro principale per i cittadini belgradesi, ed è sede di quasi tutte le manifestazioni politiche o di protesta.
- Dorćol: antico sobborgo commerciale della Belgrado turca, si trova sulle rive del Danubio. Ospitava negozi di mercanti di diverse nazionalità tra le quali, la comunità ebraica era molto numerosa. Attualmente è suddiviso in una zona residenziale e in una a carattere industriale. Tra gli edifici storici presenti, spiccano la moschea Bajrakli costruita intorno al 1575 e la chiesa di Aleksandr Nevskij, edificata da monaci russi nel 1876.

## Amministrazione

### Gemellaggi
Stari Grad è gemellata con le seguenti città o comuni:
- Yermasoyia, Limassol, Cipro
- Cattaro, Montenegro
- Staré Mesto, Bratislava, Slovacchia
- Centar, Skopje, Macedonia
- Erzsébetváros, Budapest, Ungheria